# 孔雀船
『孔雀船』（くじゃくぶね）は、伊良子清白の詩集。1906年に佐久良書房から刊行された。
自らの作品百数十編の中から18編を厳選したもの。日本語文語定型叙情、叙事詩の極北で、その完成度は非常に高い。所収作品は「不開の間」を除けばいずれも『文庫』発表の作品である。清白はこの詩集を出したのち、医業に専念することになる。
出版当時は殆ど顧みられることはなかったが、西條八十、日夏耿之介、北原白秋らの高い評価により、1929年に再版された（梓書房刊）。
1938年に岩波文庫で再刊され、今日に至る評価を決定づけた。

## 特長
一に、その格調のこの上ない高さ、二に、詩句の彫たくの深さ、三に響きのよさ、四に、その構成の確かさを挙げることが出来るであろう。　すなわちこの詩集に於いて伊良子の、古典主義と浪漫主義とが最上の形で幸福な結婚を遂げたと言い得る。　

## 作品一覧
いずれも珠玉の作品であるが、とりわけ「漂泊」「安乗の稚児」が傑作で、多くの編著に所収。
- 漂泊
- 淡路にて
- 秋和の里
- 旅行く人に
- 島
- 海の声
- 夏日孔雀賦
- 花売
- 月光日光
- 華燭賦
- 五月野
- 花柑子
- 不開の間
- 安乗の稚児
- 鬼の語
- 戯れに
- 初陣
- 駿馬問答

## 書誌
- 『孔雀船』（1906年5月、左久良書房）
- 『孔雀船』（1929年4月、梓書房、新版解説：日夏耿之介・作家論：中山省三郎）
- 『詩集 孔雀船』（1938年4月、岩波文庫）、復刊1981年、1988年、2004年 ISBN 9784003103012
- 『詩集 孔雀船』（1993年7月、ワイド版岩波文庫） ISBN 9784000071062
- 『孔雀船』（1980年、「名著復刻詩歌文学館」日本近代文学館）、初刊復刻、ほるぷ出版 販売
- 『伊良子清白全集 第1巻』（2003年6月、岩波書店 全2巻） ISBN 9784000924894
- 『孔雀船』（2009年5月、鳥羽商工会議所）、初刊復刻